# Découverte de l'individu
 (juillet 2022).
La mise en forme du texte ne suit pas les recommandations de Wikipédia : il faut le « wikifier ».
Les points d'amélioration suivants sont les cas les plus fréquents. Le détail des points à revoir est peut-être précisé sur la page de discussion.
- Les titres sont pré-formatés par le logiciel. Ils ne sont ni en capitales, ni en gras.
- Le texte ne doit pas être écrit en capitales (les noms de famille non plus), ni en gras, ni en italique, ni en « petit »…
- Le gras n'est utilisé que pour surligner le titre de l'article dans l'introduction, une seule fois.
- L'italique est rarement utilisé : mots en langue étrangère, titres d'œuvres, noms de bateaux, etc.
- Les citations ne sont pas en italique mais en corps de texte normal. Elles sont entourées par des guillemets français : « et ».
- Les listes à puces sont à éviter, des paragraphes rédigés étant largement préférés. Les tableaux sont à réserver à la présentation de données structurées (résultats, etc.).
- Les appels de note de bas de page (petits chiffres en exposant, introduits par l'outil «  Source ») sont à placer entre la fin de phrase et le point final[comme ça].
- Les liens internes (vers d'autres articles de Wikipédia) sont à choisir avec parcimonie. Créez des liens vers des articles approfondissant le sujet. Les termes génériques sans rapport avec le sujet sont à éviter, ainsi que les répétitions de liens vers un même terme.
- Les liens externes sont à placer uniquement dans une section « Liens externes », à la fin de l'article. Ces liens sont à choisir avec parcimonie suivant les règles définies. Si un lien sert de source à l'article, son insertion dans le texte est à faire par les notes de bas de page.
- La présentation des références doit suivre les conventions bibliographiques. Il est recommandé d'utiliser les modèles {{Ouvrage}}, {{Chapitre}}, {{Article}}, {{Lien web}} et/ou {{Bibliographie}}. Le mode d'édition visuel peut mettre en forme automatiquement les références.
- Insérer une infobox (cadre d'informations à droite) n'est pas obligatoire pour parachever la mise en page.

Pour une aide détaillée, merci de consulter Aide:Wikification.
Si vous pensez que ces points ont été résolus, vous pouvez retirer ce bandeau et améliorer la mise en forme d'un autre article.
La Découverte de l'individu (Die Entdeckung des Individuums) était le titre d'une exposition temporaire bilingue (allemand et anglais) d'œuvres d'art africaines au Musée des collections municipales de l'arsenal de Lutherstadt Wittenberg en 2016/17.

## Thème de l'exposition
L'objet de l'exposition était l'ethnie des Lobi en Afrique de l'Ouest. Au-delà d'une présentation de leur mode de vie historique et contemporain, leurs sculptures caractéristiques ont été présentées comme des œuvres d'art. Le thème central était toutefois l'individualité des artistes lobi. Des références ont notamment été faites à l'importance croissante de l'individualité de l'artiste depuis le début des temps modernes (l'époque de Martin Luther), qui peut depuis être considérée comme déterminante pour l'art occidental dans son ensemble.
Dans cette lecture, le cercle de l'évaluation de l'art africain via l'esthétique du modernisme classique et la focalisation sur la provenance du collectionneur comme substitut de l'artiste anonyme s'est refermé avec la découverte de l'individualité de l'artiste indigène. A l'inverse, il a été constaté à quel point la compréhension de l'art occidental contemporain dépend justement de l'intentionnalité de sa création, ce qui se rattache à nouveau à l'accent ethnologique mis sur les contextes culturels des œuvres d'art extra-européennes. En ce sens, l'exposition a contribué à la réception des œuvres d'art extra-européennes dans les musées occidentaux contemporains. L'exposition comportait 120 sculptures de différentes tailles sur 150 mètres carrés.

## Contexte
Tous les objets exposés provenaient de la collection privée de l'architecte berlinois Rainer Greschik, d'où le sous-titre "Sculptures des Lobi d'Afrique de l'Ouest de la collection Greschik". En coopération avec les collections municipales de Wittenberg l'ethnologue Nils Seethaler a élaboré le concept de l'exposition en collaboration avec le prêteur et avec le soutien de l'association des amis de la Julius-Riemer-Sammlung.
La présentation d'objets africains à Lutherstadt Wittenberg repose sur la tradition muséale des collections ethnologiques initiée par le fabricant de gants, collectionneur et mécène Julius Riemer originaire de Berlin. L'exposition temporaire représentait expressément une étape sur la voie d'une nouvelle conception de la collection Julius Riemer, provisoirement mise en dépôt. La donation importante d'objets de la Lobi par le collectionneur Rainer Greschik à la ville à la suite de l'exposition s'inscrit également dans cette tradition.
Le fonds municipal s'est ainsi considérablement enrichi d'une ethnie peu représentée dans la collection Julius Riemer. Ainsi, la réputation de Wittenberg, ville de Luther, en tant que centre de réception de l'art africain en Saxe-Anhalt a été renouvelée. L'exposition a été prolongée jusqu'en 2017 en raison de l'intérêt qu'elle suscite également au niveau suprarégional et international.

## Contexte ethnologique
Une caractéristique de la culture lobi est son acéphale. structure sociale sans dirigeants ou chefs supérieurs. La plus grande unité sociale est ainsi le propre hameau. Cette individualité s'exprime donc également dans le mode d'habitat et dans la sculpture individualiste des Lobi.
La diversité de ces sculptures en termes de taille, de style, de gestuelle et de patine cultuelle laisse entrevoir un cosmos de contextes culturels.
Dans les croyances traditionnelles des Lobi, il existe différentes classes d'êtres psychiques. Outre les dieux bienveillants et punisseurs en tant que créateurs, il existe également des intermédiaires entre eux et les hommes. Ce sont ces êtres, appelés thila, qui sont représentés dans la grande majorité des sculptures et qui sont installés dans des pièces spéciales des maisons.
Le visiteur de l'exposition a ainsi pu acquérir des connaissances fondamentales sur le rapport de l'homme avec la création et les puissances supposées qui se cachent derrière. Des références à la vénération des saints en tant que médiateurs ou à la représentation religieuse populaire des anges gardiens sont ainsi devenues tangibles. L'esthétique des sculptures a ainsi servi de médium didactique dans l'exposition pour transmettre ce contexte culturel complexe.

## Littérature
- Rainer Greschik/ Nils Seethaler (préface) : Lobi. Sculptures ouest-africaines de la collection Greschik. Publié à l'occasion de l'exposition "La découverte de l'individu" à la ville de Luther à Wittenberg, 2016.
- Stephan Herkenhoff/Petra Herkenhoff : Schnitzer der Lobi, 2013.

## Liens Web
- « wittenberg.de/magazin/artikel.… »(Archive.org • Wikiwix • Archive.is • Google • Que faire ?)